# حشره‌خوار سیندرلا
 حشره‌خوار سیندرلا (نام علمی: Crocidura cinderella) نام یک گونه از سرده حشره‌خوارهای دندان‌سفید است.